# Lac Gutiérrez
Le lac Gutiérrez est un lac andin d'origine glaciaire situé en Argentine, à l'ouest de la province de Río Negro, dans le département de Bariloche, en Patagonie.

## Toponymie
Le lac fut baptisé ainsi par Francisco Pascasio Moreno en honneur de Juan María Gutiérrez, homme d'état, historien et poète argentin. Cependant les aborigènes Mapuches l'appelaient Carre-lauquen en langue mapudungun, ce qui signifie lac vert) .

## Description

Carte du parc national Nahuel Huapi.

Le lac se trouve entièrement sur le territoire du parc national Nahuel Huapi. Ses rives sont recouvertes d'un beau manteau forestier.
Il fait partie du bassin versant du río Limay, et appartient de ce fait au bassin de l'océan Atlantique.
Il s'allonge du sud-sud-ouest vers le nord sur quelque 8 kilomètres, dans une vallée d'origine glaciaire entourée par les monts du Cerro Otto, du Cerro Catedral (2405 mètres d'altitude) et du Cerro de la Ventana. Cette vallée est ouverte vers le nord par la plaine de Nahuel Malal, occupée par la localité de Villa Los Coihues, vers l'est par des plaines semi-steppiques situées au sud du Cerro Otto, et vers le sud-ouest par une plaine marécageuse donnant sur le lac Mascardi et correspondant à la ligne de partage des eaux entre les versants atlantique et pacifique des Andes, étant donné l'appartenance du lac Mascardi voisin au bassin du río Manso, qui débouche dans l'océan Pacifique.

## Hydrologie
Le lac reçoit les apports de petits cours d'eau issus des hauteurs environnantes et notamment du Cerro Catedral.
Son émissaire est l'arroyo Gutiérrez qui naît à son extrémité nord et se déverse dans le lac Nahuel Huapi tout proche.

## Accès
La rive orientale du lac est longée du nord au sud par la route nationale 40. 

## Tourisme
Le lac est entouré de belles forêts de coihués (Nothofagus dombeyi), et d'autres nothofagacées. Ces forêts sont plus denses sur la rive occidentale que sur la rive orientale moins arrosée.
Le lac Gutiérrez est situé non loin de San Carlos de Bariloche, et est une destination touristique fort populaire parmi les résidents de la ville comme parmi les touristes.

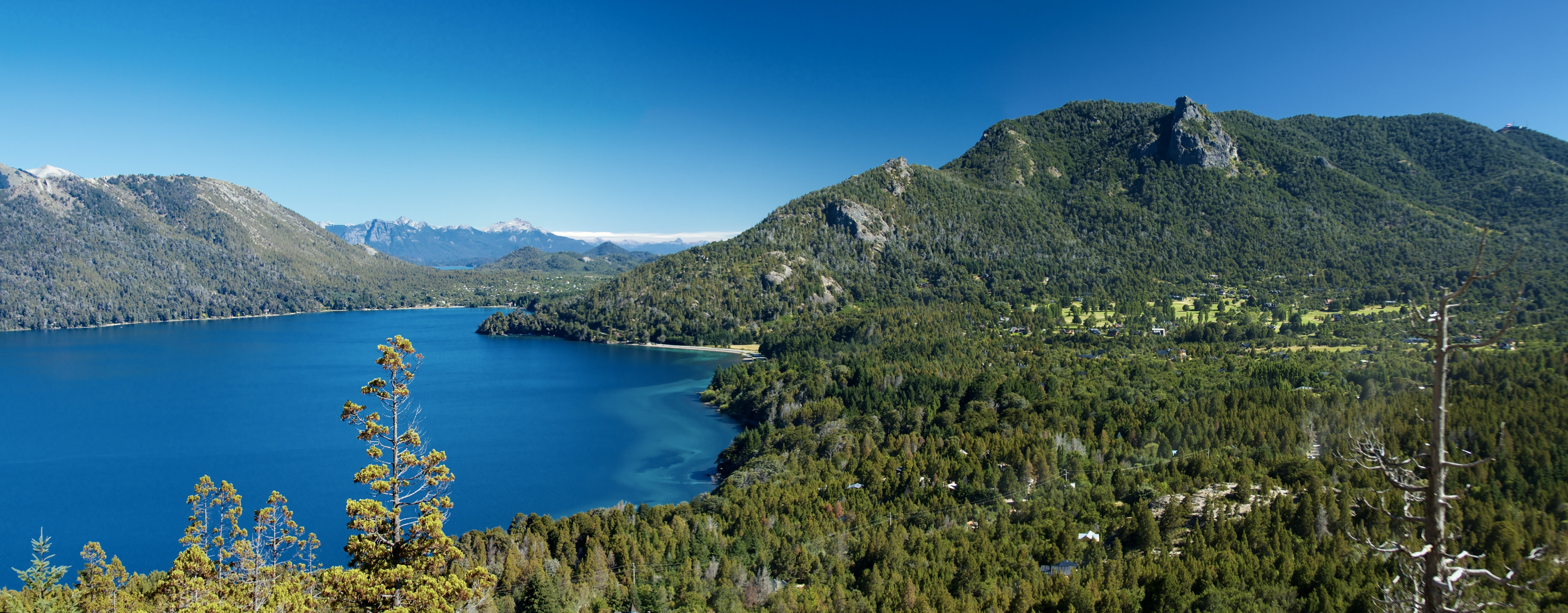
Vue panoramique du lac

Ses eaux sont relativement tempérées, vu que son alimentation principale n'est pas due à la fonte des neiges hivernales, mais aux pluies d'hiver et de printemps. Pour cette raison, le lac est avec le lac Moreno, une des destinations préférées par les amateurs de sports nautiques et de natation. Le lac possède de multiples plages dont beaucoup sont accessibles par des routes asphaltées.

## Galerie

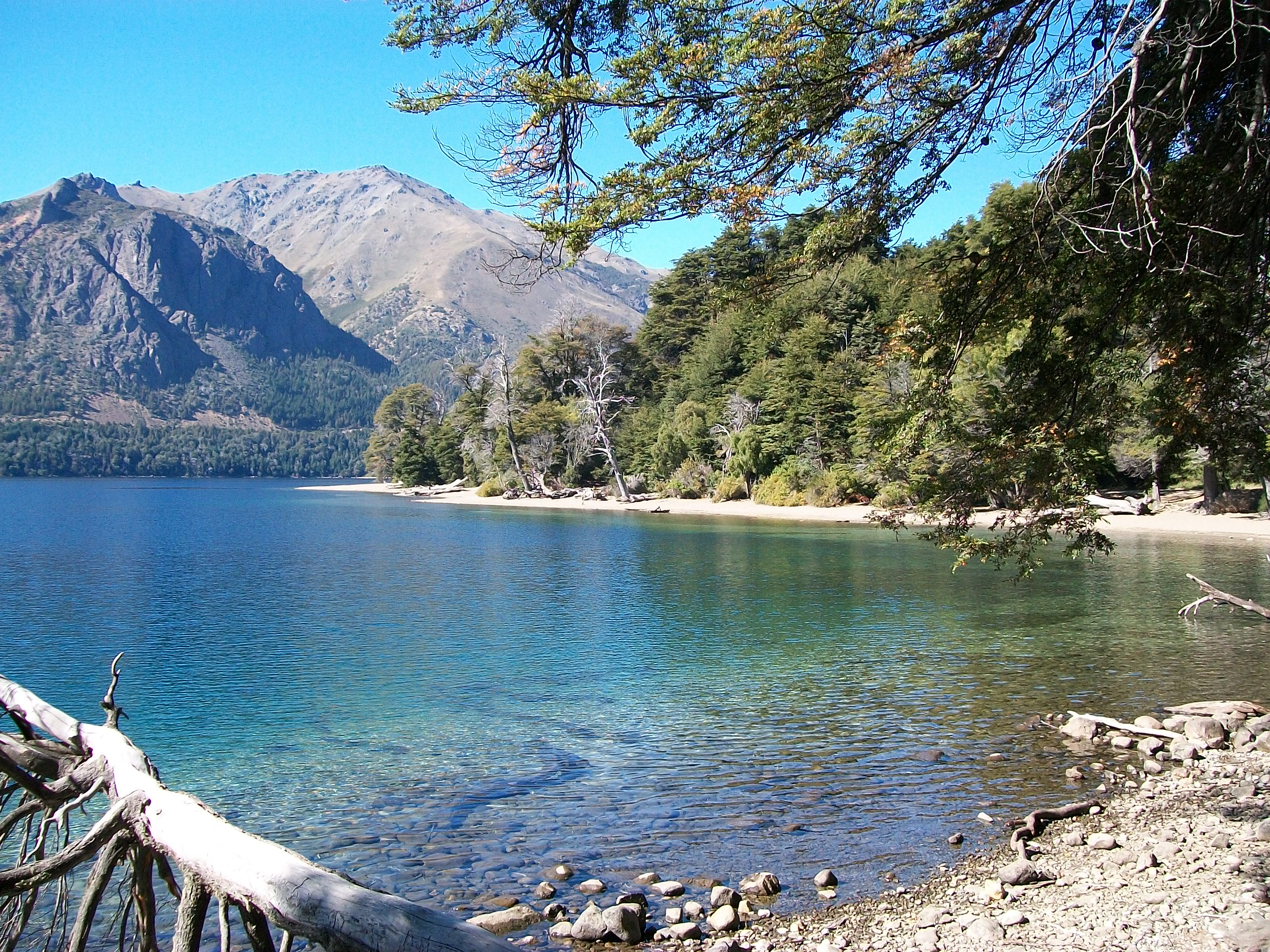
Vue de la zone centre-ouest du lac.
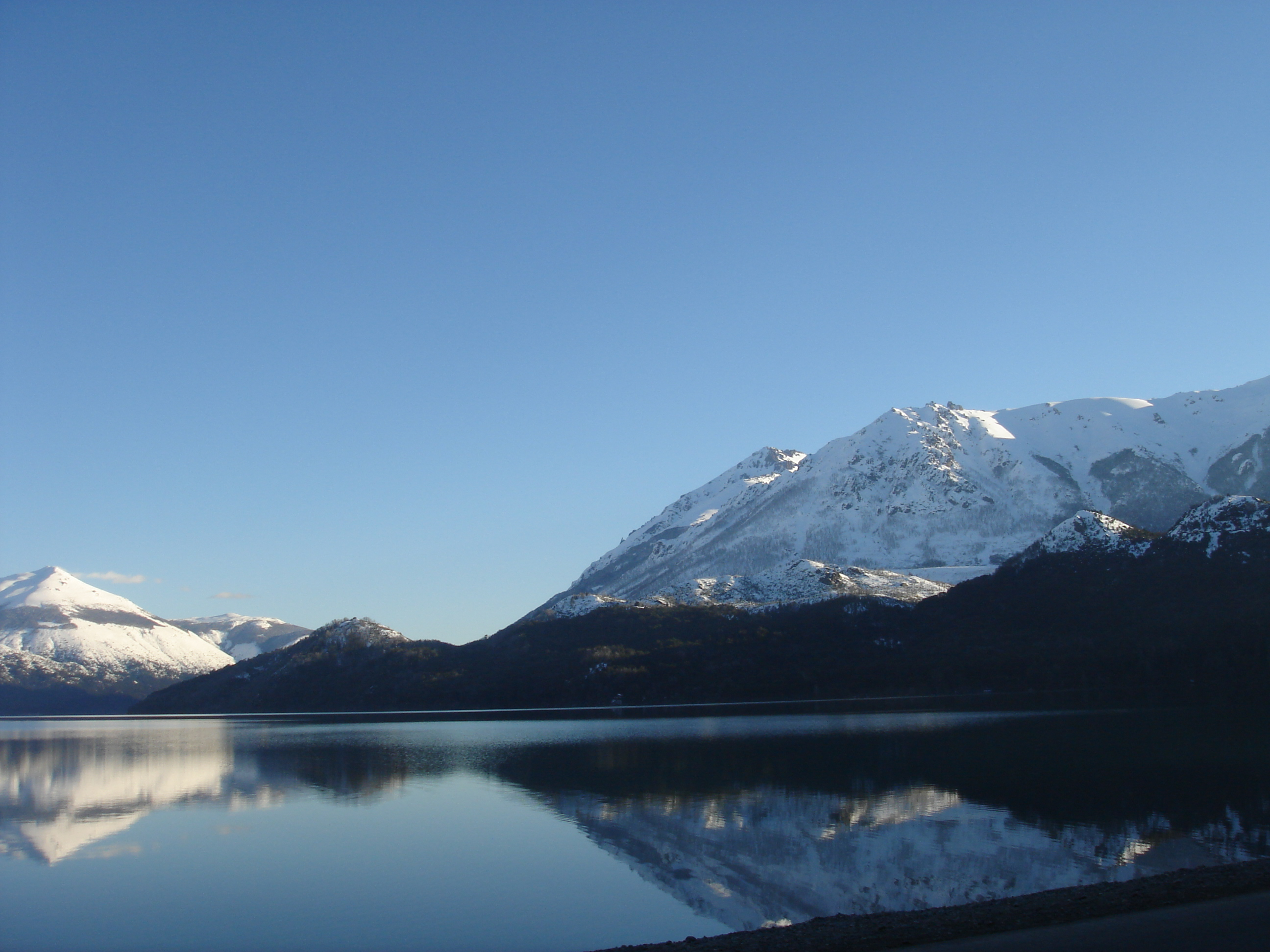
Autre vue du lac et des sommets environnants.
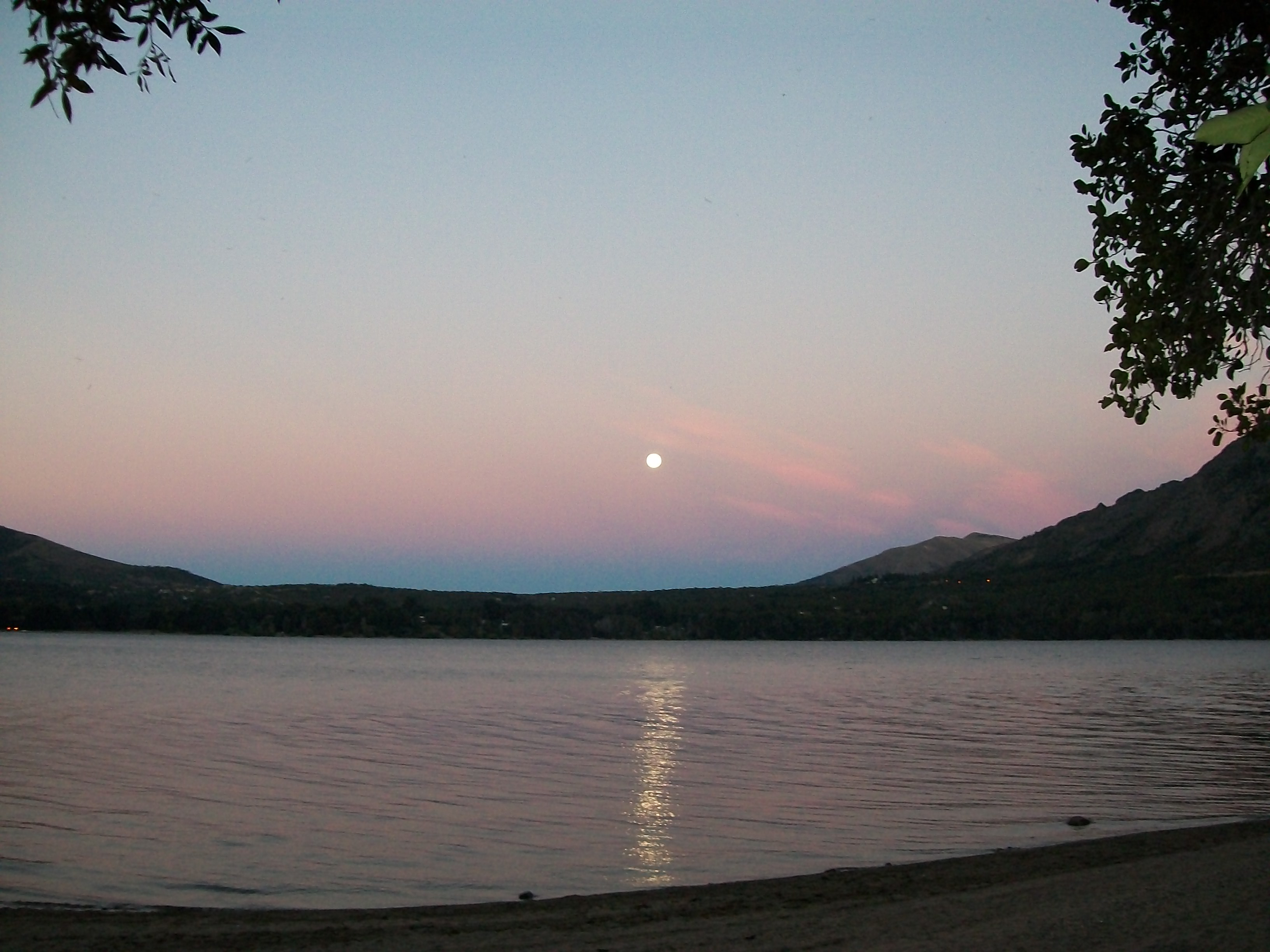
Soirée sur le lac.